# Anthracoceros malayanus
Il bucero nero (Anthracoceros malayanus (Raffles, 1822)) è una specie di bucero originaria del Sud-est asiatico. Come tutti i buceri, nidifica nelle cavità degli alberi: durante la stagione riproduttiva, la femmina si mura all'interno della camera di cova, lasciando una piccola apertura, e viene nutrita dal maschio per tutta la durata del periodo di incubazione e allevamento dei piccoli.
Questa specie è minacciata principalmente dalla perdita dell'habitat, una delle principali cause del suo declino. Per questo motivo, il bucero nero è classificato come «vulnerabile» (Vulnerable) dalla Lista Rossa delle specie minacciate della IUCN e figura nell'Appendice II della Convenzione di Washington sul commercio internazionale delle specie minacciate di estinzione.

## Descrizione

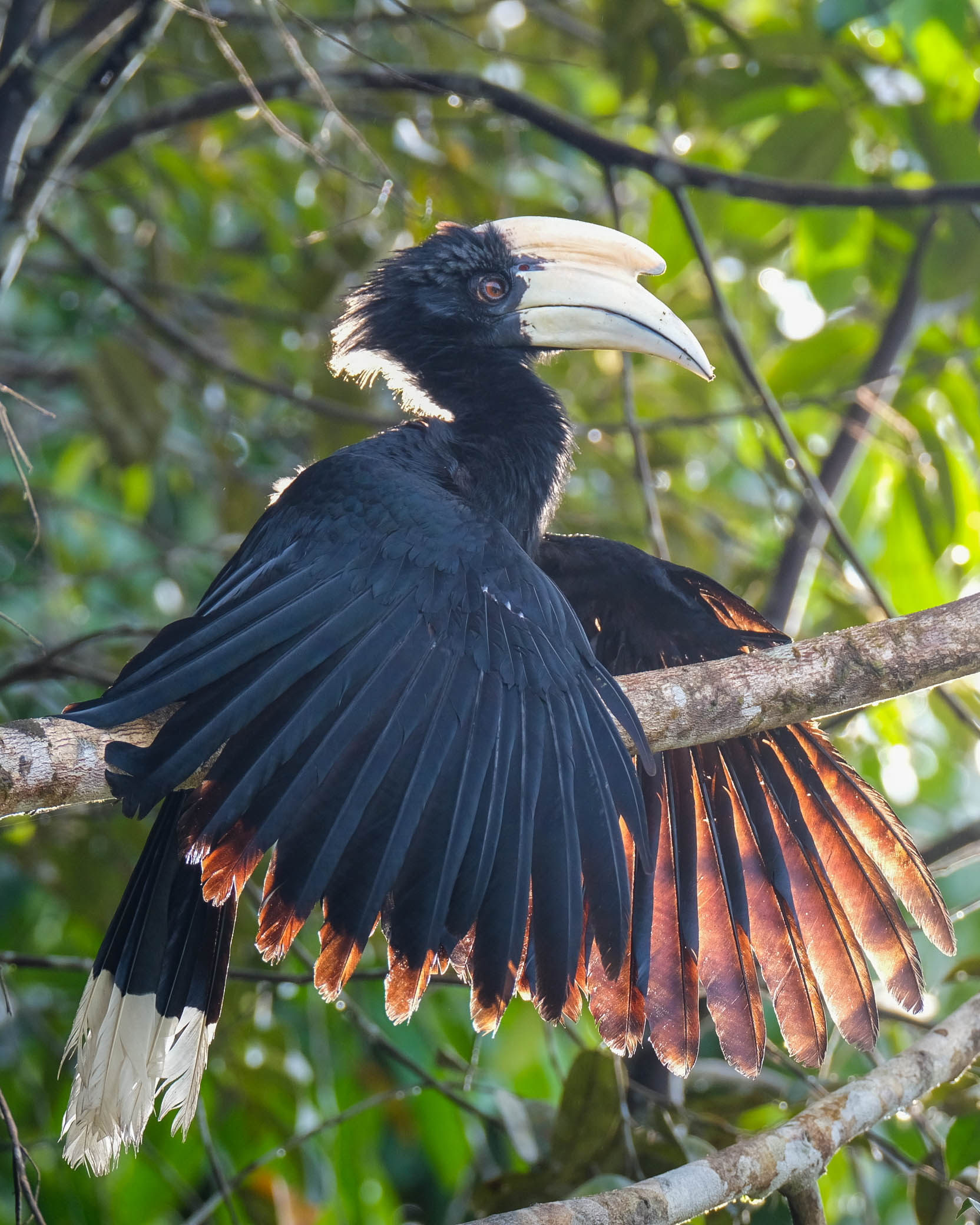
Un esemplare nelle foreste dell'Hutan Lindung Sungai Wain, Indonesia

Il bucero nero è un uccello di grandi dimensioni, con una lunghezza compresa tra 60 e 65 cm. Nei maschi, il becco misura tra 16,1 e 18,5 cm, mentre nelle femmine è significativamente più piccolo, con una lunghezza compresa tra 11,4 e 13,3 cm. I dati sul peso di questa specie sono limitati, ma un maschio misurato superava il chilogrammo di peso.
Il piumaggio è interamente nero, fatta eccezione per le estremità bianche delle timoniere esterne. Alcuni esemplari presentano anche una larga striscia sopracciliare che varia dal bianco al grigio. Nei maschi, il becco e il casco sono uniformemente biancastri o gialli, mentre nelle femmine sono più piccoli e di colore nero. La pelle nuda della faccia è nera nei maschi, mentre nelle femmine è rosa, con una zona glabra intorno all'anello oculare e sulle guance. Nei giovani, le estremità bianche della coda sono macchiate di nero, il casco non è ancora ben sviluppato e il becco ha un colore giallo-verdastro. La pelle facciale e l'anello oculare sono invece arancioni o giallo sporco. Questa specie emette richiami rumorosi, rauchi e stridenti.
Nella popolazione di Sumatra, il becco e il casco tendono a essere più grandi rispetto a quelli di altre popolazioni. Gli uccelli del Borneo, invece, hanno ali mediamente più corte del 5,6% rispetto alle popolazioni della penisola malese e di Sumatra. Per questo motivo, la popolazione del Borneo è stata occasionalmente considerata come una sottospecie distinta, Anthracoceros malayanus diminutus, ma tale classificazione non è generalmente riconosciuta dagli ornitologi.

## Biologia
Il bucero nero è una specie stanziale che occupa lo stesso territorio durante tutto l'anno. Al centro di questo territorio si trova solitamente un gran numero di alberi da frutto ricoperti di piante rampicanti, che rappresentano una fonte importante di cibo. La specie preferisce gli strati superiori e medi degli alberi e si distribuisce principalmente nelle foreste primarie, anche se occasionalmente si spinge nei boschetti di foresta secondaria e nelle foreste ripariali in cerca di cibo. Di solito vive in coppia, anche se la coppia è talvolta accompagnata da un giovane esemplare. Occasionalmente, i buceri neri formano gruppi più piccoli associandosi a membri della stessa specie provenienti dai territori vicini, creando gruppi di cinque o sei individui. Gli esemplari non ancora sessualmente maturi possono radunarsi in piccoli gruppi separati. In rari casi, sono stati osservati stormi composti da un massimo di 33 individui.

### Dieta
La dieta del bucero nero è costituita principalmente da frutta, che preferisce cercare nel fitto groviglio di piante rampicanti. In queste aree si muove saltellando o arrampicandosi, utilizzando il becco per rompere pezzi di corteccia e i rivestimenti di frutta e semi. Tra gli alimenti consumati, vi sono i frutti di Aglaia, di cui il bucero nero è uno dei principali dispersori di semi (un processo noto come «disseminazione ornitocora»). La sua dieta comprende anche le grosse bacche e le capsule di alberi appartenenti alle Meliacee e Miristicacee, oltre ai frutti di aro titano. Tuttavia, come accade per molti altri buceri, i fichi costituiscono la parte prevalente della sua alimentazione. Inoltre, questa specie gioca un ruolo cruciale nella dispersione dei semi di Durio graveolens, un tipo di durian. La connessione tra questo uccello e il frutto è così stretta che si riflette nei nomi locali del durian: i popoli Kenyah e Dayak lo chiamano durian anggang (letteralmente "bucero durian"), mentre in malese è noto come durian burong o durian burung (letteralmente "uccello durian").
Nonostante il bucero nero sia principalmente frugivoro, si nutre anche di proteine animali, principalmente sotto forma di coleotteri e farfalle. Tuttavia, è stato osservato un esemplare consumare anche uova di minivet arancio.
Quando si alimenta sugli alberi da frutto, il bucero nero tende a mostrarsi sottomesso nei confronti di altre specie di bucero e persino di alcuni scoiattoli, che riescono spesso a prevalere su di esso.

### Riproduzione

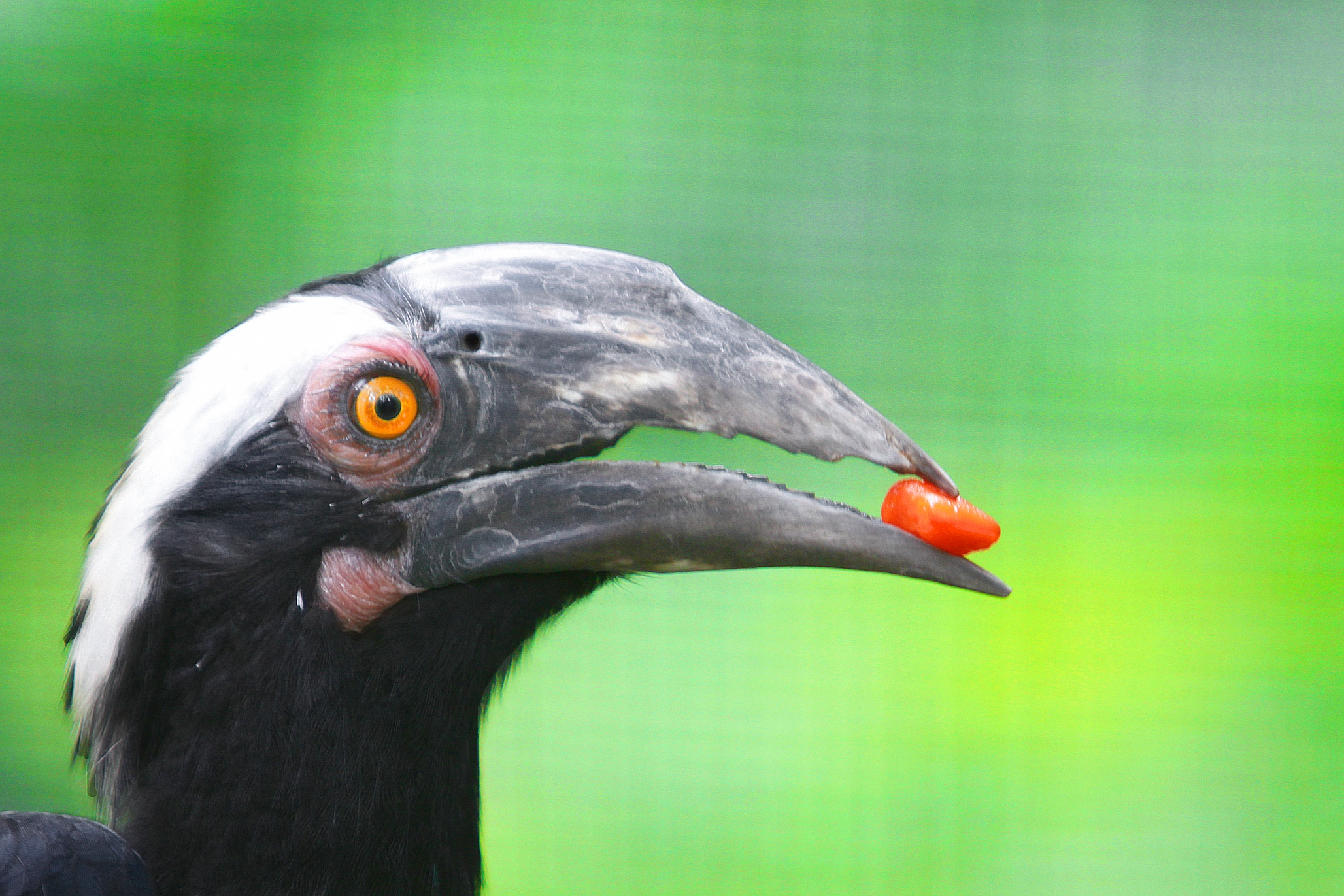
Un giovane maschio che mangia, al Kuala Lumpur Bird Park, Malaysia

Le abitudini riproduttive del bucero nero non sono state ancora state studiate in modo approfondito. Tuttavia, si sa che questa specie è monogama e vive in coppie che allevano i propri nidiacei senza l'aiuto di altri individui. In un caso, però, è stato osservato un giovane che assisteva una coppia nell'allevamento dei piccoli, suggerendo che la specie potrebbe sviluppare un comportamento di allevamento cooperativo in determinate circostanze. La riproduzione non sembra essere legata a una stagione specifica.
Il ciclo riproduttivo è stato stimato in circa 80 giorni, di cui 30 giorni dedicati alla cova e 50 all'allevamento dei nidiacei. La nidiata è composta generalmente da due o tre uova. Poiché si osserva spesso un unico giovane che accompagna i genitori, si ritiene che solo un nidiaceo sopravviva fino all'involo, oppure che i genitori si dedichino a un nidiaceo alla volta.
Come tutti i buceri, il bucero nero nidifica all'interno di cavità degli alberi, utilizzando fori naturali, ma è stato anche osservato ispezionare cavità scavate dal picchio polveroso. La femmina sigilla l'apertura della cavità di nidificazione, lasciando solo una stretta fessura attraverso la quale il maschio nutre sia lei che i nidiacei, infilando il cibo con il becco. Durante la stagione riproduttiva, il maschio si comporta in maniera particolarmente riservata: emette raramente richiami e si avvicina alla cavità del nido con molta cautela, osservando attentamente l'ambiente circostante prima di procedere. I giovani vengono nutriti dai genitori fino a 6 mesi dopo l'involo. Gli esemplari non ancora sessualmente maturi possono rimanere nel territorio dei genitori fino a 18 mesi, prima di disperdersi.

## Distribuzione e habitat
I buceri neri abitano principalmente le foreste pluviali sempreverdi umide o paludose, con una predilezione per quelle di pianura, distribuite nella penisola malese, nel Borneo e a Sumatra. Sono presenti anche sulle isole di Lingga, Bangka e Belitung. Dal punto di vista della distribuzione altitudinale, nel Borneo sono stati osservati fino a 250 metri, mentre a Sumatra possono raggiungere altitudini di circa 500 metri. Rispetto al bucero orientale, con il quale condivide parte dell'areale, il bucero nero preferisce il fitto delle foreste. Tuttavia, lo si incontra anche nelle foreste a galleria lungo i fiumi e in paludi soggette a maree. Questa specie tende a evitare le foreste secondarie, a meno che non vi siano alberi di grandi dimensioni o che l'abbattimento degli alberi sia praticato in modo selettivo.

## In cattività
I buceri neri vengono occasionalmente ospitati nei giardini zoologici, dove l'EAZA (Associazione europea degli zoo e degli acquari) promuove attivamente l'allevamento in cattività per incrementare la popolazione ex situ. L'obiettivo è aumentare il numero di esemplari presenti nelle strutture zoologiche e crere una popolazione stabile in cattività. Questa specie viene utilizzata anche come "specie modello" per studiare i problemi legati all'allevamento di altre specie di buceri, in particolare quelle più minacciate e difficili da allevare in cattività, come il bucero di Sulu (Anthracoceros montani). Essendo considerata una specie relativamente "meno impegnativa", il bucero nero è spesso consigliato agli istituti zoologici come punto di partenza per l'allevamento di buceri asiatici. Gli sforzi di allevamento in cattività hanno avuto successo: è stato osservato un maschio cresciuto in cattività che, a meno di un anno di età, tentava di nidificare murando l'ingresso di una cavità in un albero. Inoltre, alcuni esemplari in cattività hanno raggiunto un'età massima di 21 anni.